# Riggmästare
Riggmästare är ett hantverksyrke som arbetar med ett segelfartygs rep, linor och knopar och också kan arbeta med teaterteknik och linbanor.
En riggmästare kan ha olika inriktningar, äldre båtar, fartyg och tågvirke, 
moderna segelbåtar med moderna material och tillbehör, scen och teatervärlden, offentliga installationer och en blandning av dessa.
Idag (2014) finns det i Sverige tre riggmästare med mästarbrev och en gesäll. Utbildningen är två år som lärling och två år till inom yrket med gesällprov efter fyra år och mästarbrev efter sex år. Hela förfarandet sköts genom Gesäll och Mästarbrevskansliet i Leksand (Hantverksrådet.)

## Historia
Yrkets namn var tidigare tackelmästare i flottan, och efter sex år i tjänsten och fullbetald var man mäster)

## Yrket
Riggmästaren för den moderna segelbåtsflottan kräver nya material, maskiner för pressning och uppdaterade kunskaper både med underhåll och vid haverier av master, rigg och segel.
Riggmästare för scen och Teater har krav på sig att allt som skall användas i offentliga sammanhang skall vara godkänt och certifierat. Det kan vara persontransporter ovanför scenen eller dekor som hänger ovanför aktörerna eller olika installationer i offentliga byggnader och publika arrangemang.
En båt och fartygs riggares uppgift idag är dels att skapa en rigg från början, med alla riggdetaljer som master, rår, rundhult, stående rigg, löpande rigg, block ochtaljor och alla tillbehör som segel och rigg kräver, dels att renovera och underhålla detta historiskt riktigt på de gamla båtar och fartyg som finns.